# Les Razmoket : À la recherche de Reptar
Les Razmoket : À la recherche de Reptar (Rugrats: Search for Reptar) est un jeu vidéo de plates-formes développé par n-Space et édité par THQ, sorti en 1998 sur PlayStation.

## Accueil
- AllGame : 3/5[1]
- Electronic Gaming Monthly : 6,5/10[2]
- GameSpot : 6,5/10[3]
- IGN : 6,5/10[4]